# Вухо Діонісія
Вухо Діонісія (італ. L'Orecchio di Dionisio) — це штучна печера в старовинному кам'яному кар'єрі поруч з Грецьким театром в Сиракузах, в Національному археологічному парку (італ. Parco archeologico della Neapolis) міста Сиракузи (острів Сицилія, Італія). 

## Загальна інформація
Печера вирізьблена у вапняку, має висоту близько 23 метрів, ширину від 8 до 11 метрів і глибину близько 65 метрів. 
S-образна форма печери робить її місцем з винятковою акустичною властивістю, яка підсилює звуки в 16 разів.

## Назва
Свою назву печера отримала завдяки італійському художнику Караваджо, який відвідав Сиракузи разом з істориком Вінченцо Мірабелла (італ. Vincenzo Mirabella). Оскільки печера, крім акустичних властивостей за формою нагадувала вушну раковину, Караваджо вигадав вираз «Вухо Діонісія». За легендою Діонісій I Сиракузький, який прийшов до влади у Сиракузах наприкінці 5 століття до нашої ери, використовував її як в'язницю для своїх політичних в'язнів. Замкнені всередині печери, вони обговорювали правителя, а він на горі підслуховував лихослів'я ув'язнених і знав про їхні наміри